# 痔
痔（じ）は、肛門周辺に生じた疾患の総称。痔疾（じしつ）ともいう。

## 語彙
漢字の「痔」は肛門周囲に生じた疾患の総称として用いられてきた経緯があり、医学的には正確には以下の通りに表記される。また「ぢ」と表現するのは「歴史的仮名遣い」である。
- 痔核（俗称：いぼ痔）：hemorrhoids・piles
- 裂肛（俗称：きれ痔）：anal fissure
- 痔瘻（俗称：あな痔）：anal fistula

## 分類
上記のうち、痔核（じかく、英: hemorrhoid, piles）とは、過度のいきみ、血行障害などにより生じる肛門部の腫れであり、一般に「いぼ痔」とよばれるものである。肛門の歯状線の中にあるか外にあるかによって、内痔核、外痔核に分けられる。歯状線より上方の上直腸静脈叢に発生したものを内痔核、歯状線より下方の下直腸静脈叢に発生したものを外痔核という。

### 内痔核
内痔核は、歯状線よりも内側にあり、この場所には知覚神経がないため基本的に痛みはないものの、排便時に出血が生じやすい。しかも血液が垂れるくらいの量の出血をすることもある。大きくなると、肛門外に脱出することもある。
肛門外に痔核が脱出した場合、軽度ならば、脱出した痔核を肛門内に戻すことが可能であり、薬で治療できる場合がある。しかし、戻しても排便に関係なく脱出が起こるようになると、少量ながら便失禁がおこることもあり、この場合は手術が行われることもある。さらに進行すると脱肛した痔核が指などで肛門内に戻そうとしても戻らなくなり、体液が鬱滞し激烈な痛みを生じ、排便に関係なく出血することもある。この状態を嵌頓痔核（かんとんじかく）と言い、緊急処置が必要な病態である。
それから全周性に生じた内痔核が、肛門外に脱出した場合を肛門脱（こうもんだつ）と呼ぶ。
ちなみに直腸が全周性に脱出する直腸脱（ちょくちょうだつ）も「脱肛」と呼ばれるが、直腸脱は、直腸粘膜が脱出したもので、痔核とは違う病態である。

### 外痔核
外痔核は、内痔核と違い問題になることは少ない。ただし肛門外に血豆が出来た状態（これを血栓性外痔核と言う）になると、歯状線より外側にあるために、しばしば痛み（場合によっては激痛）を起こすことがある。

## 病態
ヒト固有の病気
直立二足歩行するヒトの場合、直腸や肛門付近の血管は、頭の方向に血液を送っているため、普段から非常に大きい圧力がかかっている。そこに、長時間の立仕事や座り仕事などによる肛門付近での体液の鬱滞、便秘または下痢を繰り返すことなどで肛門部に強い力が幾度もかかること、などの要因が加わって痔を発症する。痔は、排便の障害となることがある。
生活習慣病
「寒さ」の要因を別にすれば、おおむね「生活習慣病」であると言える。よって、「室温・衣服・食事」などを温かいものにして身体を暖め、適度な「運動・栄養・休息」をとり健康的な生活習慣になるよう改善することで、ある程度の予防・治癒することが可能である。
排便時などの出血
なお、排便時などの出血を痔によるものだと誤解し、直腸癌など致死的となる病気を放置している事例がある。
また、一口に痔と言っても種類によって対処法が違うので、痔になってしまった場合は、どの種の痔なのかも知る必要がある。したがって痔になった場合には、病院（肛門科）で検査を受けることが望ましい。

## 注意事項
上記にある通り、痔核は出血を伴うこともあり、しかも出血量が多いこともある。そのため、痔核を患った（もしくは患ったが完治した）後、大腸などに異常が生じて出血した場合に、全く驚かずそれも痔核によるものと思い込み、大腸癌などの病気に気づくのが遅れる可能性も指摘されている。
血液は出血後時間が経過すると、ヘモグロビンの色素変化が起きて徐々に赤→紫→黒へと変化するため、黒い血が出た場合は大腸の疾病、赤い血が出た場合は肛門から直腸にかけての疾病と断定できる。が、仮に赤い血であったとしても、単なるいぼ痔だった場合と肛門のポリープ・癌の場合とでは治療法が異なる上、前述のように同じ痔にもいろいろな段階がありその段階に応じて治療法も異なってくるため、血便を認めた場合は自分の勝手な判断で動かず、直ちに外科、肛門科、胃腸科の医師に診てもらうべきである。
リスク因子としては、アルコールや刺激物の大量摂取、下痢・便秘などの排便異常、また長時間の座位(静脈叢が圧迫され静脈瘤が生じる)などが挙げられる。

## 麻酔
痔核を含めた肛門周囲の手術は脊髄くも膜下麻酔で行われるが、その際に用いられる局所麻酔薬ブピバカインの用量は0.5%等比重液1-2mLで十分な鎮痛が得られる。

## 予防方法
- 食事
  - 食物繊維の多い、バランスのとれた食事を心がける。
  - 必要以上の食事制限によるダイエットを避ける。
  - 水分をこまめに補給し、 アルコールや刺激物を控える[2][3]。
- 運動
  - 同じ姿勢を長時間続けない。（立ちっぱなし、座りっぱなしの状態を避ける）
  - 適度な運動を心がける。（運動不足だった場合には、突然に過度な運動を避ける）
- トイレ
  - トイレでの長居、いきみ過ぎを避ける。
  - 排便後に肛門を清潔に保つ。
- 入浴
  - 毎日入浴して、長めにお風呂に入る。（体温を上げて、全身の血流を良くする）
  - 身体を冷やさない。（座布団・靴下・カイロなどを利用して、腰や足先を暖かくする）
- その他
  - ストレスをためないようにする。
  - 働きすぎを避けて、充分に睡眠時間を取り、心身共に休息を取るようにする。

## 治療薬の種類
- 酸化亜鉛 (Zinc oxide) - 粘膜の保護作用、炎症抑制作用 - 止血、収斂、皮膚保護成分
- 酸化ビスマス (Bismuth Oxide) - 粘膜の保護作用、炎症抑制作用 - 止血、収斂、皮膚保護成分
- 次没食子酸ビスマス (Bismuth subgallate) - 粘膜の保護作用、炎症抑制作用 - 止血、収斂、皮膚保護成分
- バルサムペルー (Balsam Peru) - 傷の治療を促進 - 鎮痒（かゆみ止め）、抗炎症、殺菌消毒成分
- アラントイン (Allantoin) - 傷の回復を促進 - 組織修復成分
- 塩酸リドカイン (Lidocaine hydrochloride) - 局所麻酔剤 - 局所麻酔成分
- ベンゾカイン (Benzocaine) - 局所麻酔薬 - 局所麻酔成分
- シンコカイン (Cinchocaine) - 局所麻酔剤 - 局所麻酔成分
- ヒドロコルチゾン酢酸エステル (Hydrocortisone acetate) - ステロイド系抗炎症薬 - 抗炎症成分
- 酢酸トコフェロール (Tocopheryl acetate) - 血行促進成分
- グリチルレチン酸 (Glycyrrhetinic acid) - 抗炎症成分
- アルミニウムクロルヒドロキシアラントイネート (Aluminum chlorohydroxy allantoinate) - 組織修復成分
- 塩酸クロルヘキシジン (Chlorhexidine hydrochloride) - 殺菌消毒成分
- 当帰建中湯 - 内服の漢方薬
- 乙字湯 - 内服の漢方薬
- 紫雲膏 - 外用の漢方薬
- ドクダミ[4] - 漫画家のさくらももこが痔になった際には、夫から知人がドクダミを用いて治ったという話を聞き、ドクダミの3〜4枚の葉を青汁がでるまでよく揉んで、それを尻に詰めて、一晩寝て翌朝にはほとんど治っていた[5]。